# A Teacher
A Teacher ist eine US-amerikanische Miniserie von Hannah Fidell, die auf ihrem gleichnamigen Film aus dem Jahr 2013 basiert. Die Premiere der Miniserie fand am 10. November 2020 auf FX on Hulu statt, einem Bereich innerhalb des US-amerikanischen Streamingdienstes Hulu. Im deutschsprachigen Raum erfolgte die Erstveröffentlichung der Miniserie am 23. April 2021 durch Disney+ via Star als Original.

## Handlung
Die Handlung spielt zwischen den Jahren 2013 und 2024. Die junge Englischlehrerin Claire Wilson beginnt an der Westerbrook High School in der texanischen Stadt Austin zu unterrichten. Claire ist Anfang 30 und unglücklich in ihrer Ehe mit Matt. Als sie den beliebten 17-jährigen Oberstufenschüler Eric Walker trifft, ändert sich plötzlich alles. Eric zeigt Interesse an ihr und Claire sehnt sich nach Zuneigung. Beide beginnen eine leidenschaftliche und illegale Affäre. Doch aus der anfänglichen Schwärmerei entwickelt sich eine regelrechte Obsession, die auch verheerende Auswirkung auf ihre Familien und Freunde hat. Die Miniserie beleuchtet die Komplexität der Beziehung und die Konsequenzen, welche sich für Claire und Eric sowie deren Umgebung ergeben.

## Produktion

### Entwicklung
Im Februar 2014 wurde angekündigt, dass der Film A Teacher von Hannah Fidell aus dem Jahr 2013 für den US-Sender HBO in Serien-Form adaptiert wird. Hannah Fidell sollte die Drehbücher schreiben und gemeinsam mit Danny Brocklehurst als ausführende Produzenten fungieren. Im August 2018 wurde bekannt, dass Kate Mara, die in der Miniserie eine Hauptrolle übernimmt, nun ebenfalls als ausführende Produzentin fungiert, während Hannah Fidell zusätzlich die Regie in der Miniserie übernimmt, die von HBO zu FX gewechselt ist. Im November 2019 wurde bekannt gegeben, dass die Miniserie von FX zu Hulu wechselt, und dort innerhalb des neugeschaffenen Bereiches „FX on Hulu“ ihre Premiere haben wird. Keegan DeWitt wurde als Komponist der Miniserie angekündigt.

### Casting
Im August 2018 wurde bekannt gegeben, dass Kate Mara und Nick Robinson die Hauptrollen in der Miniserie übernehmen werden. Im September 2019 folgte die Ankündigung, dass Ashley Zukerman, Marielle Scott, Shane Harper und Adam David Thompson der Hauptbesetzung beigetreten sind, während Rya Kihlstedt, Camila Perez, Cameron Moulène und Ciara Bravo in Nebenrollen mitwirken werden.

### Dreharbeiten
Die Dreharbeiten begannen im August 2019 in Calgary, Alberta und wurden am 13. Oktober 2019 abgeschlossen.

## Besetzung und Synchronisation
Die deutsche Synchronisation entstand nach den Dialogbüchern sowie unter der Dialogregie von Marion Machado Quintela durch die Synchronfirma SDI Media Germany GmbH in Berlin.

### Hauptdarsteller
| Rolle           | Schauspieler        | Folgen       | Synchronsprecher   |
| --------------- | ------------------- | ------------ | ------------------ |
| Claire Wilson   | Kate Mara           | 1–10         | Josephine Schmidt  |
| Eric Walker     | Nick Robinson       | 1–10         | Sebastian Fitzner  |
| Matt Mitchell   | Ashley Zukerman     | 1–6 & 9      | Jaron Löwenberg    |
| Logan Davis     | Shane Harper        | 1–4, 6 & 10  | Karim El Kammouchi |
| Kathryn Sanders | Marielle Scott      | 1–5          | Nicole Hannak      |
| Josh Smith      | Dylan Schmid        | 1–4, 6 & 10  | Nicolas Rathod     |
| Nate Wilson     | Adam David Thompson | 2, 6, 8 & 10 | Robert Glatzeder   |
| Victoria Davis  | Jana Peck           | 2, 6 & 8     | Meike Finck        |
| Ryan            | Devon Bostick       | 7 & 9        |                    |

### Nebendarsteller
| Rolle           | Schauspieler    | Folgen        | Synchronsprecher |
| --------------- | --------------- | ------------- | ---------------- |
| Sandy Walker    | Rya Kihlstedt   | 2, 4–7 & 9–10 | Aline Staskowiak |
| Cody Davis      | Cameron Moulène | 2–3 & 7       |                  |
| Alison Martinez | Camila Perez    | 2–4 & 10      |                  |
| Mary Smith      | Ciara Bravo     | 2–4           |                  |
| Phil Walker     | Charlie Zeltzer | 2, 4 & 6–7    |                  |
| Devin Walker    | Matt Raymond    | 2, 4 & 6–7    |                  |
| Wyatt Wilson    | M. C. Gainey    | 8–10          |                  |

### Episodendarsteller
| Rolle | Schauspieler    | Folgen | Synchronsprecher |
| ----- | --------------- | ------ | ---------------- |
| Micah | Alexander Nunez | 7      | Oscar Räuker     |
| Kayla | Laura Yenga     | 9      | Nina Niknafs     |
| Meg   | Jaylee Hamidi   | 9      | Jelena Baack     |
| Chloe | Grace Gummer    | 9      |                  |

## Episodenliste
| Nr. | Deutscher Titel | Originaltitel | Erstveröffentlichung (USA) | Deutschsprachige Erstveröffentlichung (D/A/CH) | Regie               | Drehbuch                      |
| --- | --------------- | ------------- | -------------------------- | ---------------------------------------------- | ------------------- | ----------------------------- |
| 1   | Episode 1       | Episode 1     | 10. Nov. 2020              | 23. Apr. 2021                                  | Hannah Fidell       | Hannah Fidell                 |
| 2   | Episode 2       | Episode 2     | 10. Nov. 2020              | 30. Apr. 2021                                  | Hannah Fidell       | Hannah Fidell                 |
| 3   | Episode 3       | Episode 3     | 10. Nov. 2020              | 7. Mai 2021                                    | Hannah Fidell       | Andrew Neel                   |
| 4   | Episode 4       | Episode 4     | 17. Nov. 2020              | 14. Mai 2021                                   | Gillian Robespierre | Ruby Rae Spiegel              |
| 5   | Episode 5       | Episode 5     | 24. Nov. 2020              | 21. Mai 2021                                   | Andrew Neel         | Rosa Handelman                |
| 6   | Episode 6       | Episode 6     | 1. Dez. 2020               | 28. Mai 2021                                   | Gillian Robespierre | Andrew Neel                   |
| 7   | Episode 7       | Episode 7     | 8. Dez. 2020               | 4. Juni 2021                                   | Andrew Neel         | Boo Killebrew                 |
| 8   | Episode 8       | Episode 8     | 15. Dez. 2020              | 11. Juni 2021                                  | Hannah Fidell       | Rosa Handelman                |
| 9   | Episode 9       | Episode 9     | 22. Dez. 2020              | 18. Juni 2021                                  | Hannah Fidell       | Boo Killebrew                 |
| 10  | Episode 10      | Episode 10    | 29. Dez. 2020              | 25. Juni 2021                                  | Hannah Fidell       | Hannah Fidell & Dana Kitchens |